# Кімберлі Род
Кімберлі Род  (англ. Kimberly Rhode, 16 липня 1979) — американська спортсменка з стрілецького спорту, триразова олімпійська чемпіонка, чемпіонка світу, триразова чемпіонка Панамериканських ігор.
Кімберлі Род є володаркою унікального досягнення — вона здобувала медалі на п'яти Олімпіадах поспіль на п'яти різних континентах, починаючи з Атланти-1996 до Ріо-2016.

## Виступи на Олімпіадах
| Олімпіада    | Дисципліна        | Місце |
| ------------ | ----------------- | ----- |
| Атланта 1996 | дубль-трап        | 1     |
| Сідней 2000  | дубль-трап        | 3     |
| Сідней 2000  | Стендова стрільба | 7     |
| Афіни 2004   | дубль-трап        | 1     |
| Афіни 2004   | Стендова стрільба | 5     |
| Пекін 2008   | Стендова стрільба | 2     |
| Лондон 2012  | Стендова стрільба | 1     |
| Ріо 2016     | Стендова стрільба | 3     |